# Cao Huang
Cao Huang (chinesisch 曹璜, Pinyin Caó Huáng), später Cao Huan (chinesisch 曹奐, Pinyin Cáo Huàn, W.-G. Ts'ao-Huan; * 246; † 303) war ein Enkel Cao Caos und herrschte als fünfter und letzter Kaiser der Wei-Dynastie unter dem Namen Kaiser Yuan von Wei (chinesisch 魏元帝, Pinyin Wèi Yuándì, W.-G. Wei Yüan-ti) während der Zeit der Drei Reiche.
Nach seiner Absetzung durch Sima Yan erhielt er den Titel Prinz von Chenliu (chinesisch 陳留王, Pinyin Chénliú Wáng).

## Familiärer Hintergrund und Thronbesteigung
Der zukünftige Kaiser wurde 246 als Cao Huang geboren. Sein Vater Cao Yu (chinesisch 曹宇) war Prinz von Yan und einer der jüngsten Söhne Cao Caos, sollte ursprünglich Regent des Kaisers Cao Fang werden, wurde aber 238 von Cao Rui abgelehnt. Cao Huang wurde 258 nach der Regelung der Wei-Dynastie als Sohn eines Prinzen zum Fürsten von Changdaoxiang ernannt.
Nach dem missglückten Umsturzversuch Cao Maos 260 und dessen Tod wurde Cao Huang von Sima Zhao aus unklaren Gründen zum Nachfolger bestimmt, obwohl Cao Pi (der erste Kaiser) immer noch lebende männliche Nachkommen hatte.

## Regierung
Als Cao Huang Kaiser wurde, wurde sein Name zu Cao Huan geändert, um das Namenstabu leichter gelten zu lassen; denn Huang bedeutete ebenso gelb wie Kaiser u. a. Unter Cao Huans Regierung hatte der Sima-Clan die eigentliche Macht inne, und er war noch mehr als seine Vorfahren ein Strohmann.
In den ersten Jahren seiner Herrschaft führte der Oberbefehlshaber der Shu Han, Jiang Wei, immer wieder Angriffe auf das Wei-Reich. Auch wenn die Attacken jedes Mal mit Leichtigkeit zurückgeschlagen werden konnten, entschloss sich Sima Zhao, Shu Han ein für alle Mal zu zerstören. 263 zog er mit den Generälen Zhong Hui und Deng Ai aus. Zu Beginn wurde der Angriff noch abgewehrt, bis Deng Ai die Haupttruppen der Shu umging und den General Zhuge Zhan tötete. Dadurch war Jiang Wei zwischen zwei Heeren der Wei eingeschlossen, und Deng Ai konnte in die Hauptstadt Chengdu ziehen, um Liu Shan, den Kaiser der Shu, zur Aufgabe zu zwingen.
Nach der Zerstörung von Shu Han wurde Deng Ai arrogant, was Zhong Hui ausnutzte, um ihn fälschlicherweise des Verrats zu beschuldigen (auch vermittels gefälschter Briefe). Sima Zhao stellte Deng Ai unter Arrest und übertrug seine Truppen Zhong Hui, was ganz in dessen Sinn war. Jiang Wei, der sich ergeben hatte, wollte 264 diese Chance nutzen, um Shu zurückzugewinnen, und stachelte Zhong Hui zur Rebellion gegen Wei an. Sein Plan war, Zhong Hui anschließend zu töten und Liu Shan wieder als Kaiser von Shu einzusetzen. Zhong Hui aber zögerte, und währenddessen reagierten seine Generäle und töteten ihn und Jiang Wei. In den Wirren danach wurde auch Deng Ai getötet. Das ehemalige Shu-Territorium (heutiges Sichuan, Chongqing, Yunnan, südliches Shaanxi und südöstliches Gansu) wurde von Wei annektiert.

## Abdankung und späteres Leben
Wei selbst bestand kaum viel länger. 263 zwang Sima Zhao Cao Huan, ihm die Neun Ehrenzeichen anzubieten, und diesmal nahm er endlich an. 264 wurde er zum Prinzen von Jin befördert – der letzte Schritt vor der Machtergreifung. Nach seinem Tod im Jahr 265 erbte sein Sohn Sima Yan seine Position und zwang kurz darauf Cao Huan, zu seinen Gunsten abzudanken, und gründete so die Jin-Dynastie. Er ernannte Cao Huan zum Prinzen von Chengliu, und diesen Titel behielt Cao Huan bis an sein Lebensende.
Über sein Leben als Prinz unter der Jin-Herrschaft ist wenig bekannt. Sima Yan gestattete ihm, die kaiserlichen Banner und Wagen weiterhin zu führen und seine Ahnen mit kaiserlichen Zeremonien zu ehren. Er stellte ihn außerdem frei davon, sich als Untertanen der Jin zu betrachten. Cao Huan starb 303, während der Herrschaft von Sima Yans Sohn Jin Huidi. Er wurde mit kaiserlichen Ehren bestattet, und ihm wurde ein postum kaiserlicher Name verliehen (Yuan, der Scharfsichtige).

## Äranamen
- Jingyuan (景元 jĭng yuán) 260–264
- Xianxi (咸熙 xián xī) 264–265